# خطيب واحد في الوقت
خطيب واحد في الوقت (بالسويدية: En fästman i taget) هو فيلم كوميدي سويدي من عام 1952 من إخراج شاميل بومان وبطولة سيكان كارلسون وكارل-آرني هولمستن وإدفين أدولفسون. تم تصويره في استوديوهات سنتروماتيلجيرنا في ستوكهولم. تم تصميم مجموعات الفيلم من قبل المخرج الفني آرثر سبيرت.

## ملخص
ليليان مخطوبة للمهندس آرني ، لكنها تشعر أنه يتجاهلها تمامًا، من أجل إثارة اهتمامه تغازل العديد من الرجال الآخرين.

## فريق التمثيل
- سيكان كارلسون في دور ليليان "ليلان" كارلبيرج
- كارل-آرني هولمستن في دور آرني ستوكمان
- إدوين أدولفسون في دور هينينغ فيرنر
- غونار بيورنستراند في دور فالنتين فريدريكسون-فريسك
- ستيغ يارل في دور أدولف لوندكفيست
- ستيغ اولين في دور يركر نوردين
- غول نيتورب في دور فرو ستوكمان
- آرني كالرود في دور قائد الشرطة في فالون
- إنغر جويل في دور كلاري
- جون بوتفيد في دور شراب مسكر
- كارل غونار فينغارد في دور جوهانسون
- أوللي بيوركلوند في دور صوت الراديو
- غوستاف فارينغبورغ في دور شرطة الولاية
- ستيج جوهانسون في دور بيلريباراتور
- هولجر كاكس في دور بوليس
- بيرير سالبرغ في دور أولسون
- آرني ساندبرغ في دور فندق للعناية
- بينجت سوندمارك في دور بوليس
- بيرجر آساندر في دور بيلشافور

## روابط خارجية
- خطيب واحد في الوقت  في قاعدة بيانات الأفلام على الإنترنت (بالإنجليزية)